# 于润江
于润江（1925年2月2日—2018年2月10日），男，奉天（今辽宁）沈阳人， 中国呼吸病学专家，曾任中国医科大学附属第一医院呼吸内科主任。